# Loyset Liédet
Loyset Liédet (ur. zapewne około 1420 w Hesdin, zm. 1479 w Brugii lub po 1484 w Lille) – flamandzki miniaturzysta, iluminator, ojciec malarza Jacoba van Lathena.

## Życie i działalność artystyczna
Urodził się prawdopodobnie w 1420 roku w Hesdin we Francji. Pierwsze wzmianki o nim pochodzą z lat 1454–1460, kiedy to pracował na dworze Filipa Dobrego w Hesdin. Był bardzo płodnym artystą: dla Filipa Dobrego iluminował co najmniej dwadzieścia siedem kodeksów z ponad czterystoma miniaturami. W 1469 roku został mistrzem cechu gildii Świętego Łukasza w Brugii. Pracował wówczas dla zamożnych donatorów burgundzkich, m.in. dla biskupa Tournai, Ferry’ego de Cludny (1473–1480). Jego styl uformował się pod wpływem prac Simona Marmiona i Mistrza Mansela. Współpracował z Willemem Vrelantem przy Kronikach Hainaut oraz z iluminatorem i przedsiębiorcą prowadzącym rodzaj oficyny wydawniczej (libraire) Davidem Aubertem.

## Przypisywane prace

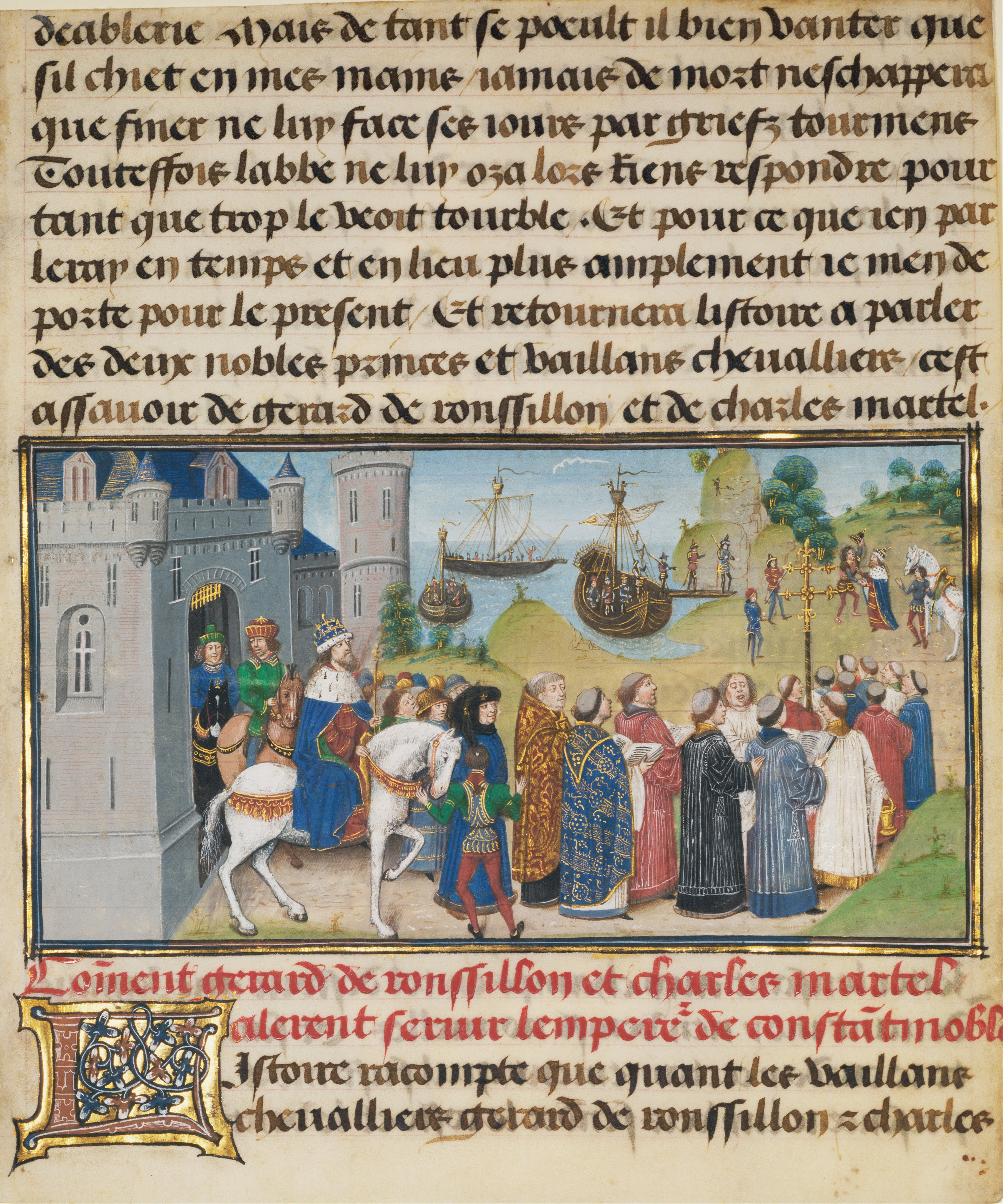
Iluminacja z Historie de Charles Martel